# 3636 Pajdusakova
3636 Pajdusakova је астероид главног астероидног појаса чија средња удаљеност од Сунца износи 2,277 астрономских јединица (АЈ).
Апсолутна магнитуда астероида је 14,0.